# نوح إمريش
نوح إمريش (بالإنجليزية: Noah Emmerich)‏ مواليد 27 فبراير 1965 في نيويورك، نيويورك، الولايات المتحدة، هو ممثل أمريكي بدأ مسيرته الفنية سنة 1993.

## الأعمال

### أفلام
| السنة | العمل          | الدور                 |
| ----- | -------------- | --------------------- |
| 1993  | لاست أكشن هيرو | روكي                  |
| 1998  | عرض ترومان     | لويس كولترين / مارلون |
| 1999  | تمبلويدس       |                       |
| 2000  | تردد           |                       |
| 2002  | ويند توكرز     |                       |
| 2003  | خارج الحدود    |                       |
| 2004  | ميركال         | كريغ باتريك           |
| 2004  | هاتف خلوي      | جاك تانر              |
| 2006  | الأطفال الصغار |                       |
| 2008  | العزة والمجد   |                       |
| 2010  | لعبة عادلة     | بيل جونسون            |
| 2011  | سوبر 8         |                       |
| 2011  | محارب          | دان تايلور            |

### مسلسلات
- إن واي بي دي بلو (1994) (بدور: إدي)
- ملروس بليس (1995) (بدور: سام بينيت)
- الجناح الغربي (2000) (بدور: بوبي زين)
- القانون والنظام: الوحدة الخاصة للضحايا (2005)
- مونك (2009)
- الموتى السائرون (2010)
- الأمريكيون (2013)
- سيد اللاشيء (2015) (بدور: مارك)
- المليارات (2016)

## الجوائز
| السنة | الجائزة                     | الفئة                          | النتيجة |
| ----- | --------------------------- | ------------------------------ | ------- |
| 2011  | جائزة زحل                   | أفضل ضيف شرف على شاشة التلفاز  | رُشِّح     |
| 2013  | جائزة اختيار النقاد للتلفاز | أفضل ممثل مساعد في مسلسل دراما | رُشِّح     |

## روابط خارجية
- نوح إمريش على موقع IMDb (الإنجليزية)
- نوح إمريش على موقع أول موفي (الإنجليزية)
- نوح إمريش على موقع قاعدة بيانات الأفلام السويدية (السويدية)
- نوح إمريش على موقع إن إن دي بي (الإنجليزية)
- نوح إمريش على موقع قاعدة بيانات الفيلم (الإنجليزية)